# Flaten (sjö)
Flaten är en insjö i stadsdelen Flaten i Söderort i Stockholm. Sjön tillhör Tyresåns sjösystem och avvattnas via en bäckravin i söder till Drevviken.

## Omgivande natur och sjöns tillrinning
Flaten är kärnan i Flatens naturreservat som består av typisk Södertörnsnatur med spricklandskap och barr- och lövskog. Nordväst om sjön ligger flera koloniområden, och vid östra stranden ligger sedan 1934 Flatenbadet.
Sjöns tillrinning sker dels via grundvattnet från området intill och dels via Flatenån som avvattnar Skarpnäcksfältet. Flatenån avvattnade tidigare även en del av åsen som går genom Skogskyrkogården, men i samband med förberedelserna för bebyggelsen på Skarpnäcksfältet på 1980-talet, så avskars detta område tillsammans med andra småbäckar till ån vars yttillrinning överfördes till Stockholms avloppsnät. Grundvattnet från dessa delar rinner dock fortfarande till sjön via Flatendiket. Utflödet sker till Drevviken via en bäckravin vid Flatens södra sida.

## Vattenkvalitet samt sjöns växt- och djurliv
Sjön har länge ansetts vara den sjö i Stockholmsområdet med den bästa vattenkvalitén och ha ett mycket gott siktdjup. Under 1990-talet ökade näringshalten i Flatens vatten. Det berodde både på ökad tillförsel från omgivningen och på att sedimenten släppte ifrån sig näringsämnen. Under år 2000 utfördes en behandling av sjöns bottnar med aluminiumsalt som band fosfor till sig. Aktuella mätdata visar på låga fosforhalter i vattnet, men från mitten av 1990-talet har sjön drabbats av algblomning med några års mellanrum.
Plankton och fisk har negativt påverkats av de ökade nivån av näringssalter (fosfater) med en förskjutning mot arter typiska för "övergödda" sjöar.
Samma öde har drabbat växterna i sjön som dessutom påverkats extra kraftigt av att arten Axslinga dök upp i sjön i mitten av 1980-talet. Denna växt dominerar nu helt sjön och upplevs som ett problem åtminstone av de badande.

## Fisk
Vid provfiske har abborre,  björkna,  braxen,  gärs,  gädda,  gös,  löja,  mört,  ruda, sarv och sutare 
fångats i sjön:

## Delavrinningsområde
Flaten ingår i delavrinningsområde (657334-163283) som SMHI kallar för Utloppet av Flaten. Medelhöjden är 33 meter över havet och ytan är 6,43 kvadratkilometer. Det finns inga avrinningsområden uppströms utan avrinningsområdet är högsta punkten. Vattendraget som avvattnar avrinningsområdet har biflödesordning 2, vilket innebär att vattnet flödar genom totalt 2 vattendrag innan det når havet efter 13 kilometer. Avrinningsområdet består mestadels av skog (15 procent). Avrinningsområdet har 5,87 kvadratkilometer vattenytor vilket ger det en sjöprocent på 11,9 procent. Bebyggelsen i området täcker en yta av 35,23 kvadratkilometer eller 71 procent av avrinningsområdet.

## Bilder

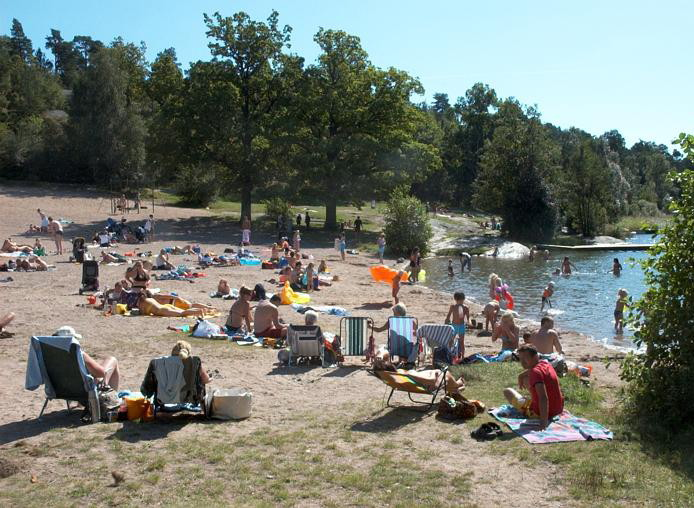
Flatenbadet augusti 2005.
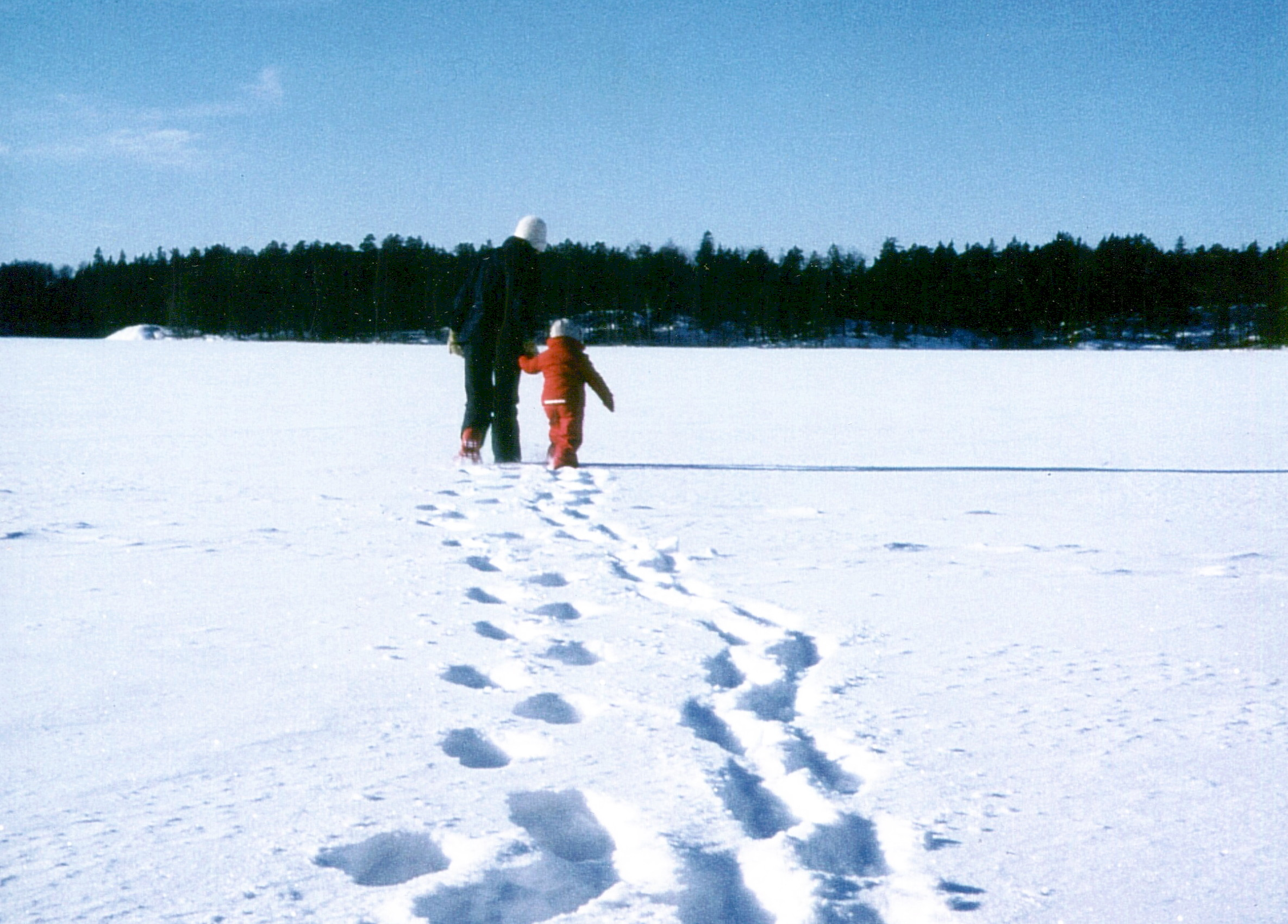
Flaten vintern 1978.
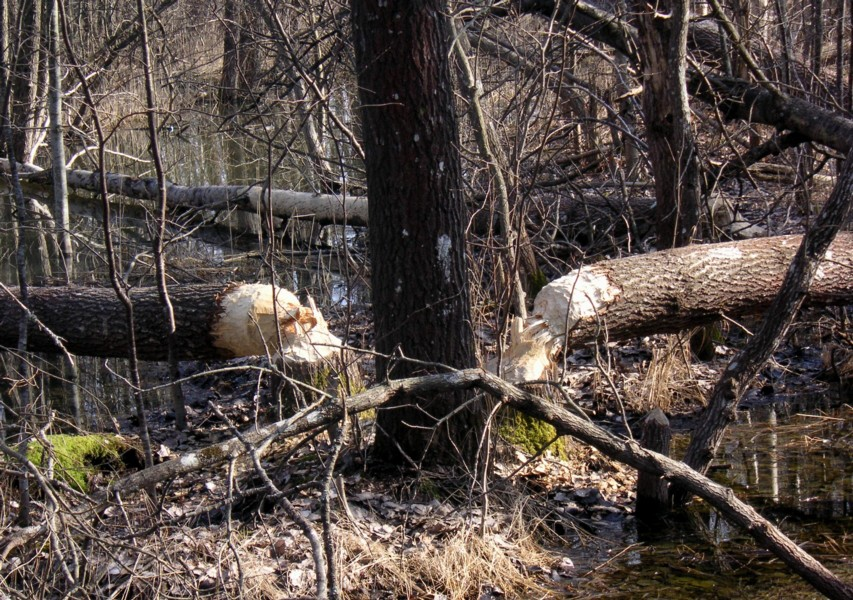
Bävrar härjar vid Listudden.
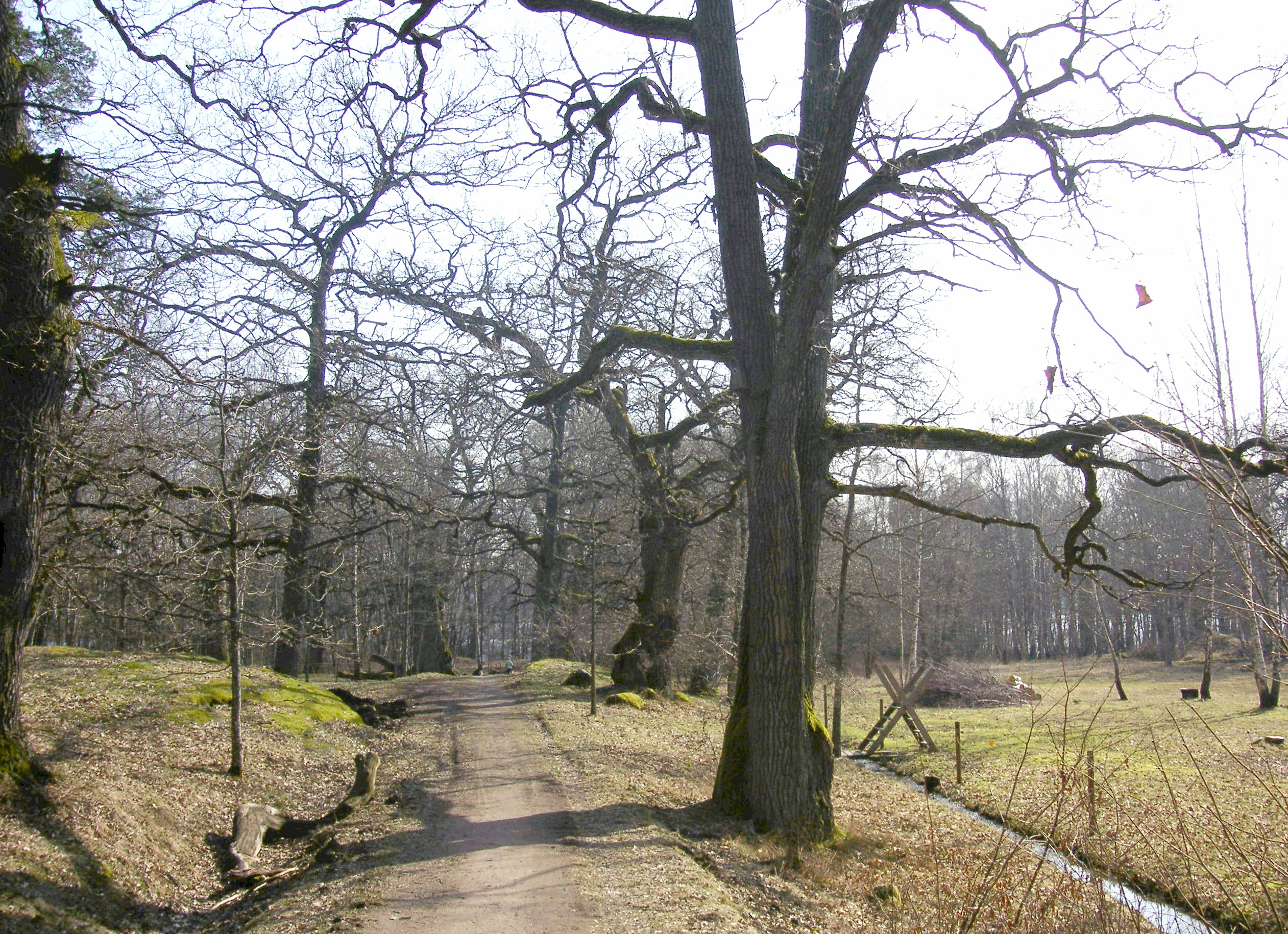
Ekudden 2007.
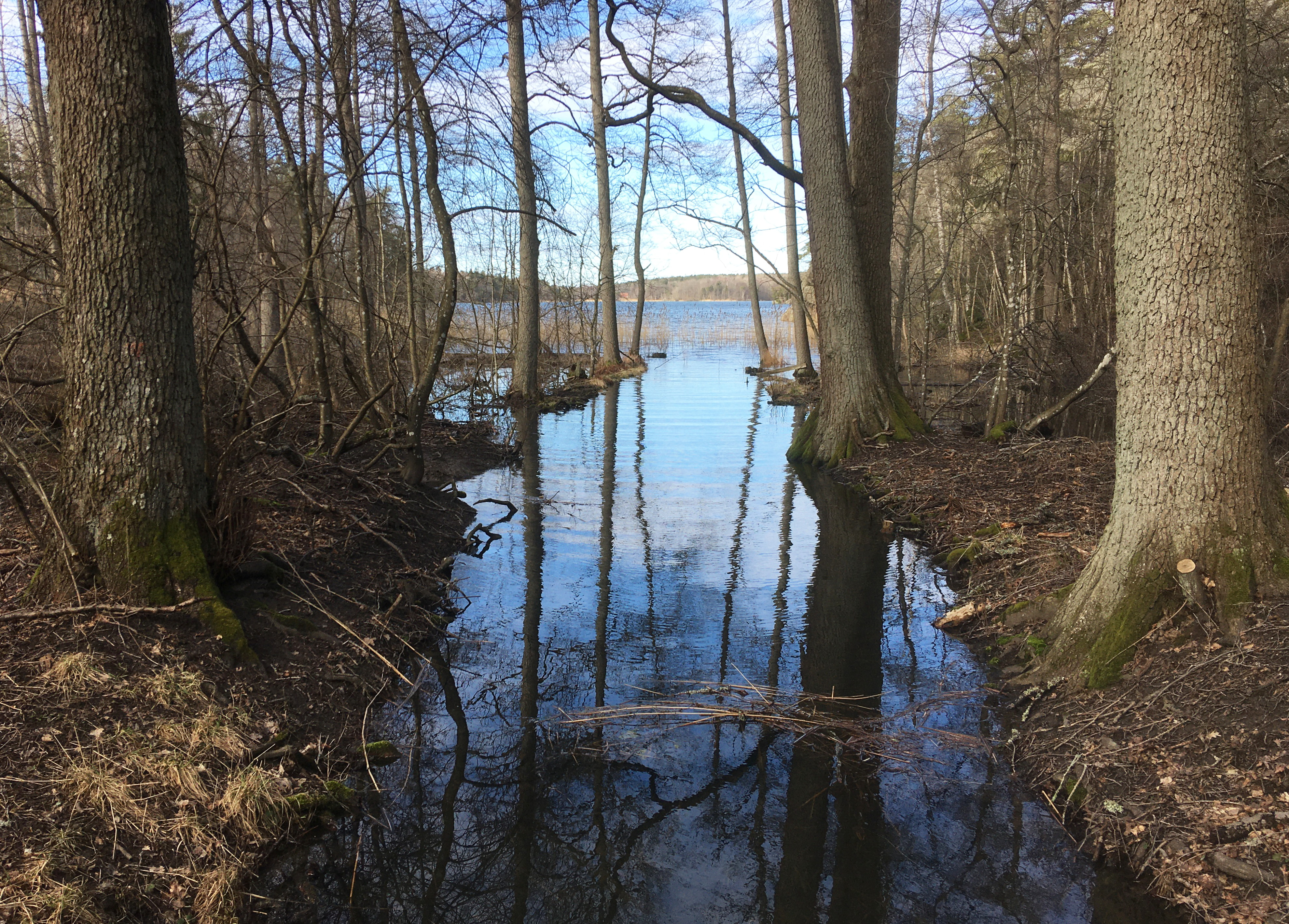
Bäckravinen mellan Drevviken och Flaten.
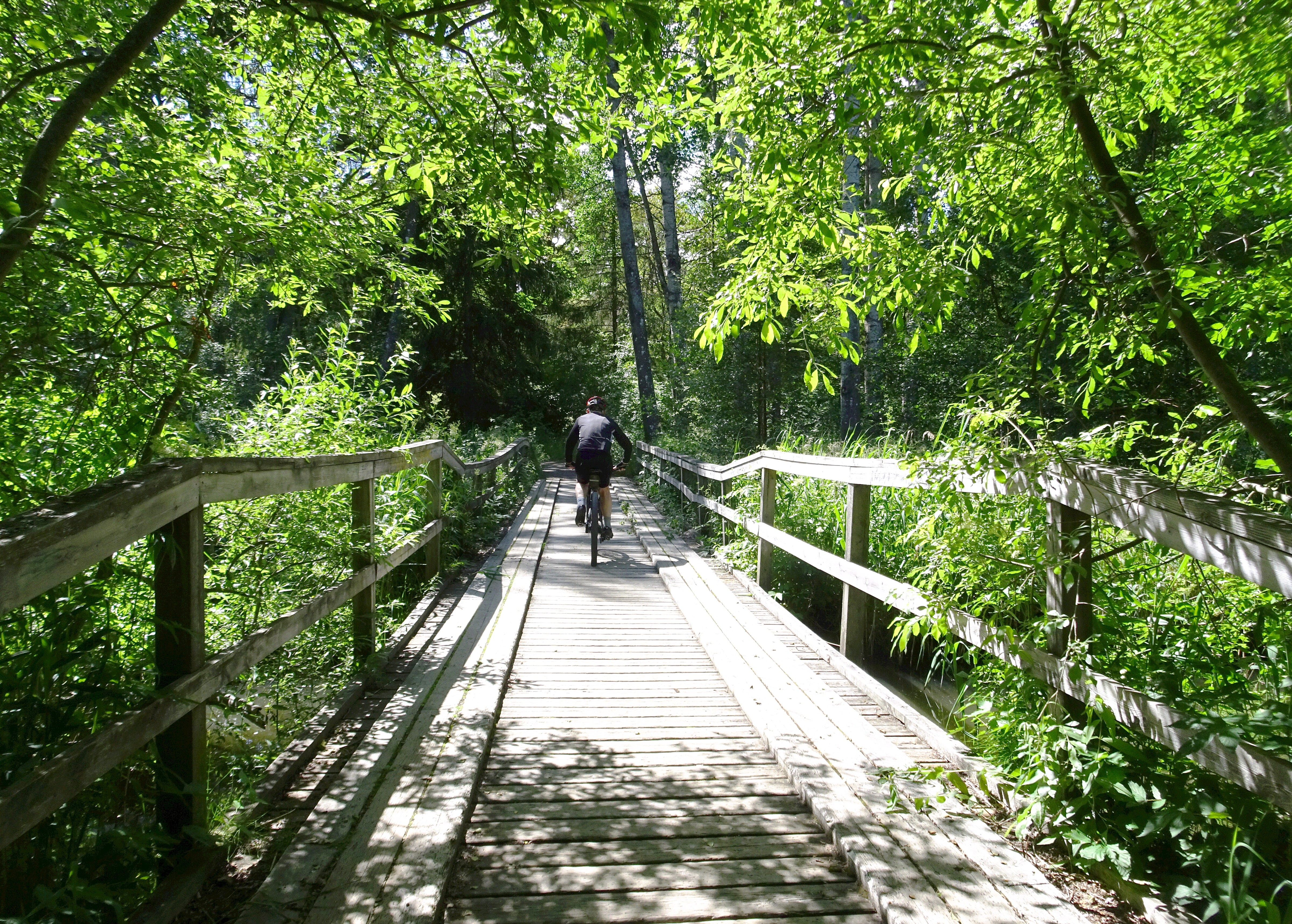
Bron över Flatendiket.